# El Consejo de Ciruma
El Consejo de Ciruma es una población del municipio Miranda (Zulia), en el estado Zulia (Venezuela) y es la capital de la Parroquia San Antonio.

## Ubicación
El Consejo se encuentra al sureste de la parroquia San Antonio, cerca del río Aurare y la confluencia de los municipios Miranda, Santa Rita y Cabimas.

## Etimología
En la mitología de la etnia Wayuu la palabra Ziruma o Ciruma significa cielo o firmamento.

## Historia
Los misioneros catequistas de la orden de frailes capuchinos navarros fundaron una misión con el nombre de San Antonio de Ziruma en 1728. El obispo Mariano Martí visitó esta misión en 1774.
En 1760 tiene lugar la fundación de la población de Ciruma de El Consejo con la intención de agrupar a mestizos y negros que se dedicaban a la agricultura en esta región. Sin embargo disensiones internas llevaron al abandono del pueblo y los vecinos se repartieron en las poblaciones de San Antonio de El Consejo y Los Tablazos.
El 12 de diciembre de 1775 se crea la alcaldía y el curato de San Antonio de Ciruma que luego pasó a llamarse "El Consejo de Ciruma" Para el año de 1968, la población de El Consejo de Ciruma contaba con unas 70 viviendas y un población de 279 habitantes. Actualmente la población se estima en 9584 habitantes (2010).

## Clima
| Parámetros climáticos promedio de El Consejo de Ciruma | Parámetros climáticos promedio de El Consejo de Ciruma | Parámetros climáticos promedio de El Consejo de Ciruma | Parámetros climáticos promedio de El Consejo de Ciruma | Parámetros climáticos promedio de El Consejo de Ciruma | Parámetros climáticos promedio de El Consejo de Ciruma | Parámetros climáticos promedio de El Consejo de Ciruma | Parámetros climáticos promedio de El Consejo de Ciruma | Parámetros climáticos promedio de El Consejo de Ciruma | Parámetros climáticos promedio de El Consejo de Ciruma | Parámetros climáticos promedio de El Consejo de Ciruma | Parámetros climáticos promedio de El Consejo de Ciruma | Parámetros climáticos promedio de El Consejo de Ciruma | Parámetros climáticos promedio de El Consejo de Ciruma |
| Mes                                                    | Ene.                                                   | Feb.                                                   | Mar.                                                   | Abr.                                                   | May.                                                   | Jun.                                                   | Jul.                                                   | Ago.                                                   | Sep.                                                   | Oct.                                                   | Nov.                                                   | Dic.                                                   | Anual                                                  |
| ------------------------------------------------------ | ------------------------------------------------------ | ------------------------------------------------------ | ------------------------------------------------------ | ------------------------------------------------------ | ------------------------------------------------------ | ------------------------------------------------------ | ------------------------------------------------------ | ------------------------------------------------------ | ------------------------------------------------------ | ------------------------------------------------------ | ------------------------------------------------------ | ------------------------------------------------------ | ------------------------------------------------------ |
| Temp. máx. media (°C)                                  | 28                                                     | 28.5                                                   | 31.7                                                   | 34                                                     | 34.1                                                   | 33.7                                                   | 34.8                                                   | 32.6                                                   | 32.5                                                   | 31.5                                                   | 30.4                                                   | 29.2                                                   | 31.8                                                   |
| Temp. media (°C)                                       | 23.3                                                   | 22.6                                                   | 25.7                                                   | 26.8                                                   | 26                                                     | 25.5                                                   | 26                                                     | 24.9                                                   | 24.1                                                   | 23.6                                                   | 23.5                                                   | 22.9                                                   | 24.6                                                   |
| Temp. mín. media (°C)                                  | 15                                                     | 16.1                                                   | 18.6                                                   | 20.5                                                   | 22.4                                                   | 22.5                                                   | 21.8                                                   | 19.1                                                   | 17.1                                                   | 16.9                                                   | 16.5                                                   | 15.8                                                   | 18.5                                                   |
| Precipitación total (mm)                               | 0.9                                                    | 0.6                                                    | 2.1                                                    | 3.6                                                    | 3.8                                                    | 81                                                     | 99                                                     | 106                                                    | 127                                                    | 136                                                    | 149                                                    | 4.6                                                    | 713.6                                                  |
| [cita requerida]                                       |                                                        |                                                        |                                                        |                                                        |                                                        |                                                        |                                                        |                                                        |                                                        |                                                        |                                                        |                                                        |                                                        |

## Recursos naturales
El Consejo de Ciruma se encuentra al pie de la serranía del Empalado, también conocida con el nombre de serranía de Ciruma. Está dotado de grandes riquezas naturales, variedad de especies de flora, especialmente lo referente a árboles y arbustos, así como vegetación herbácea y plantas medicinales.
Fue declarado como pueblo "Jardín del Zulia" por el Ministerio del Ambiente en el año 1979, debido a la conservación que sus pobladores hacen al árbol de Cabimo (Copaiba) al que consideran un símbolo.
Existe además una zona de protección de flora y fauna silvestre, conocida como Ojo de Agua "El cardón" donde se encuentra una vegetación boscosa con variedad de especies de plantas y animales característicos de la cuenca del lago de Maracaibo. Este lugar ha atraído la atención de investigadores botánicos, zoólogos y ecólogos, así como fotógrafos y amantes de la naturaleza, actualmente es el principal destino turístico de la localidad desde su habilitación como parque ecoturístico en 2013.

## Zona residencial
El Consejo es una localidad rural con una población aproximada de 9500 habitantes, existe un centro histórico en la calle principal donde todavía se conservan viviendas antiguas con rasgos de la épocas colonial y republicana. La plaza Bolívar y la plaza de las Banderas son importantes íconos de la zona central, asimismo lo son las instalaciones del Liceo Unidad Educativa San Antonio, la Escuela Básica Miranda y el ambulatorio.
Algunos establecimientos comerciales, tiendas de víveres, carnicerías y panaderías pueden encontrarse en la calle Principal.
La casa de la Cultura, Intendencia Municipal, Registro Civil y casa cural forman también parte de los entes gubernamentales que tienen oficinas de atención a los habitantes de la localidad y de otras dentro de la parroquia.
Existen barrios con asentamientos importantes entre los que están; San Isidro, El Pobre Juan, San Antonio, La Curva, El Carmen, San Rafael, Los buenos, entre otros. 
La población está dedicada a labores de agricultura y ganadería, así como al comercio y la artesanía, a pesar de su ubicación apartada del lago, es un destino popular en la costa oriental del lago debido a su patrimonio natural y sus tradiciones. 
El Consejo de Ciruma cuenta con varias calles asfaltadas y vías que llevan a El Guanábano, Palito Blanco y otros pueblos. 

## Vialidad y transporte
Se llega al consejo por la vía San Juan - La Pica Pica o por la vía que viene desde la población de Curazaíto, existe una ruta El Consejo - Cabimas (logo rojo con letras amarillas) que lleva directamente. La vía principal es la carretera que une al Consejo con El Guanábano. 
Una de las rutas para llegar al Consejo son los autobuses que salen de Cabimas. Y la ruta de carros por puesto Los Puertos – El Consejo (logo rojo letras blancas) que lleva a Los Puertos de Altagracia capital del municipio.

## Economía
La principal actividad económica es la agricultura y la ganadería, ubicándose numerosas haciendas en la localidad, de las que se derivan otras actividades productivas como la elaboración de queso y otros productos lácteos, asimismo alberga la sede de la Unión de Ganaderos del Municipio Miranda UGAMI que agrupa al gremio de productores agropecuarios de la subregión.
El comercio es también importante y extendido. Otras actividades productivas comprenden las unidades de trabajo de carpintería, servicio de mecánica automotriz, restaurantes de comidas rápidas y salas de belleza.

## Cultura

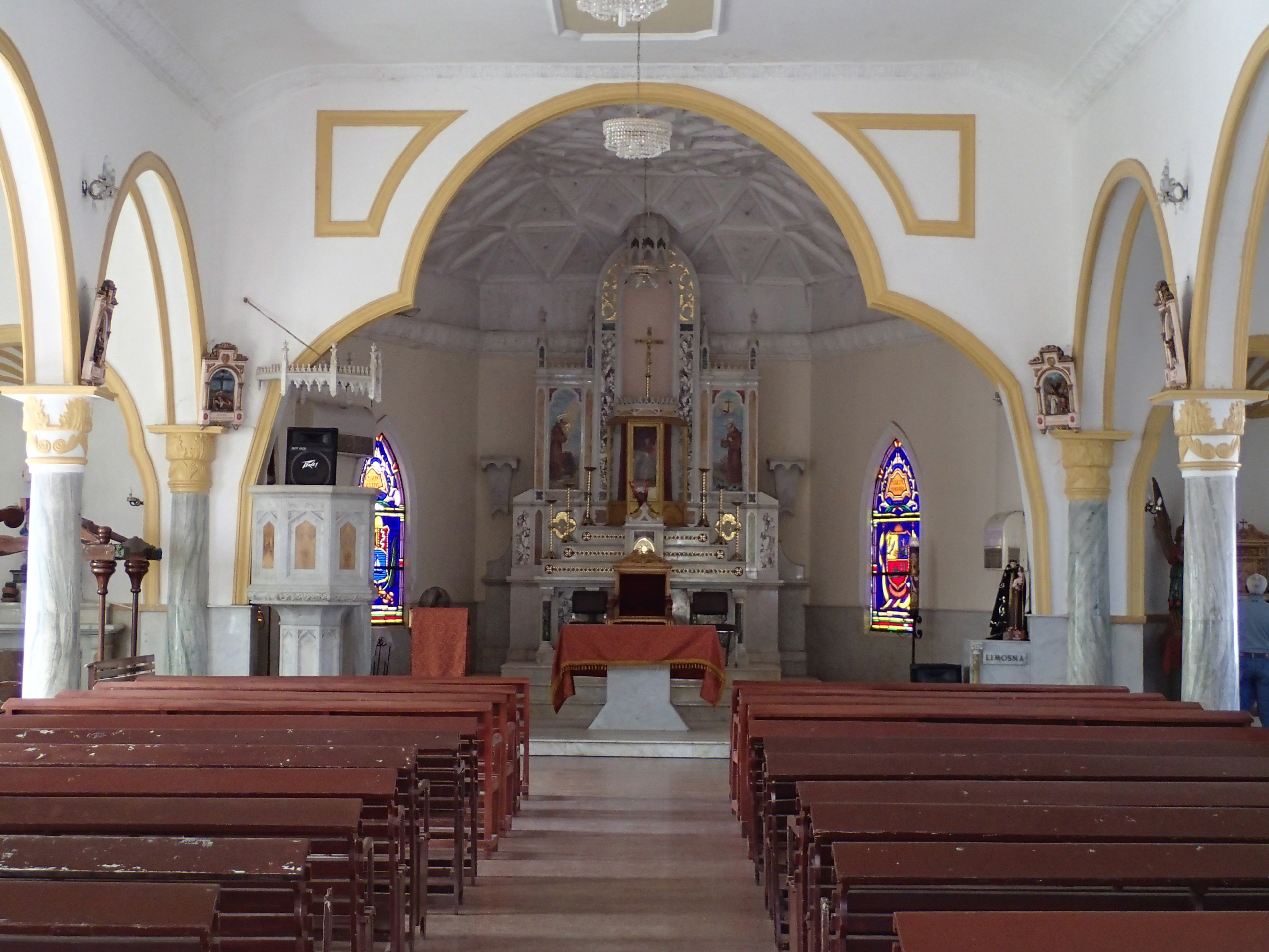
Interior de la iglesia de San Antonio en la población de El Consejo de Ciruma, estado Zulia, Venezuela

La localidad es conocida por las fiestas patronales en honor a San Antonio de Padua que se celebran en cada año alrededor del 13 de junio.
Expresiones culturales cómo la danza, canto y declamación están presentes en el acervo del pueblo. Agrupaciones musicales de géneros populares como gaita y guaracha hacen presencia importante. El toque tradicional de chimbangueles está asociado a las procesiones religiosas en honor a San Benito.
Cultores populares han mantenido viva la memoria del pueblo por medio de poesía, relatos orales y escritos.

## Sitios de referencia
- Plaza Simón Bolívar.
- Plaza de las Banderas.
- Iglesia San Antonio de Padua.
- Capilla de San Benito.
- Parque Ferial UGAMI.
- Estadium Gabino Herrera.

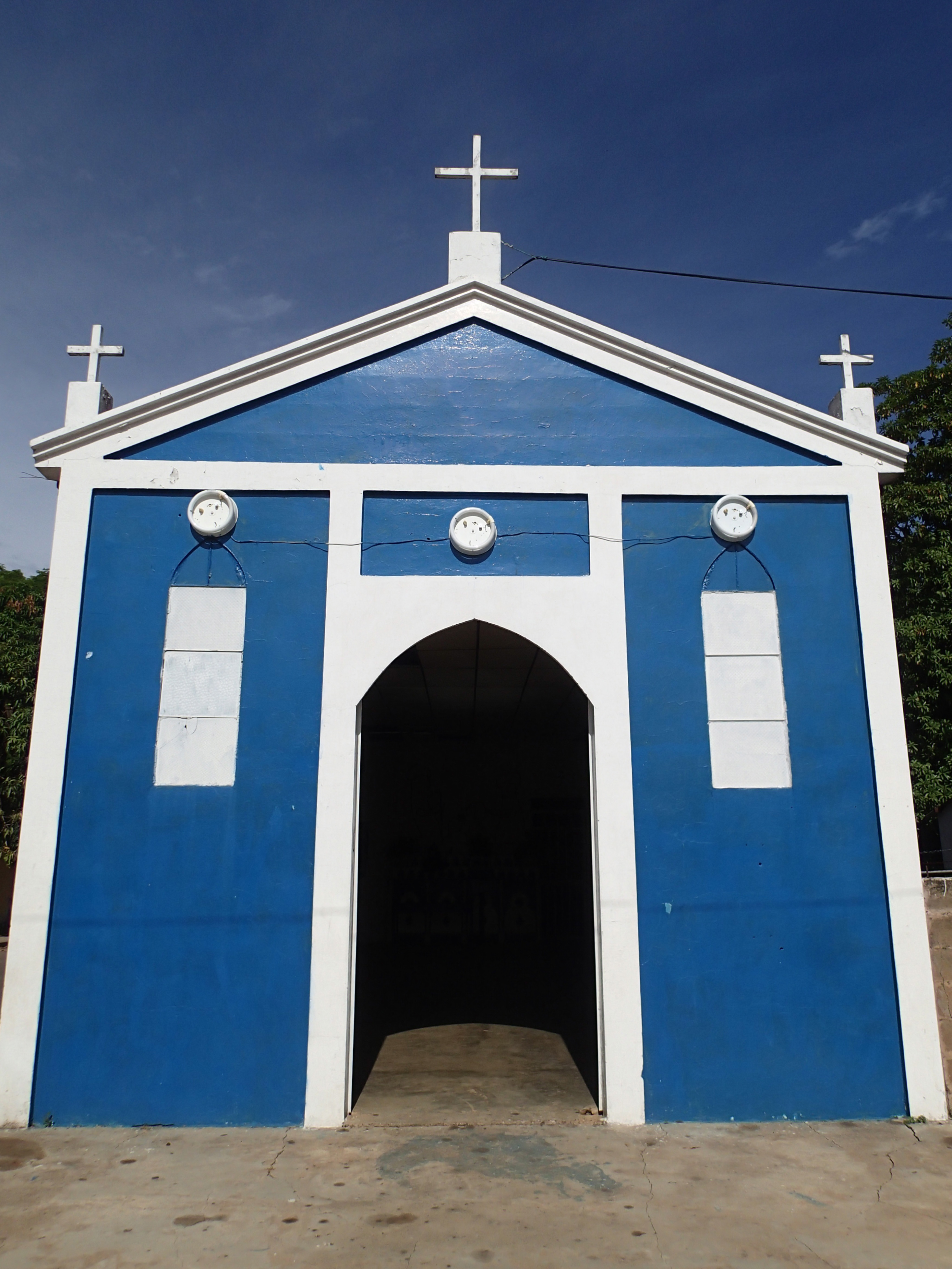
Capilla de San Benito en El Consejo de Ciruma, estado Zulia

- Parque Ecoturístico "Ojo de Agua El Cardón"